# Сукчон (ван Чосону)
Сукчон (кор. 숙종, 肅宗, Sukjong, Sukchong); ім'я при народженні Лі Сун (кор. 이순, 李焞, I Sun, Yi Sun; 8 вересня 1661 — 13 липня 1720) — корейський правитель, дев'ятнадцятий володар держави Чосон.

## Біографія
Був сином вана Хьонджона. В 6-річному віці його було проголошено спадкоємцем престолу, а 1674 року після смерті батька зайняв трон.
Новий ван мав неабиякий хист до управління державою. Він доклав значних зусиль до зміцнення монаршої влади, зокрема вдаючись до частої заміни панівних партій при дворі. Разом з тим, такі перестановки в уряді не надто впливали на життя простого народу, тому правління Сукчона вважається одним з найбільш благополучних періодів в історії Кореї. Соціально-економічні перетворення в країні, розвиток торгівлі потребували запровадження грошового обороту. 1678 року ван видав указ про початок карбування монет для загального вжитку.
За правління Сукчона тривала постійна боротьба між Південною та Західною партіями при дворі. Вони мали різні погляди на питання боротьби з імперією Цін, що на відміну від Мін вважалась варварською. Південна фракція підтримувала війну проти Цін, натомість Західна бажала зосередитись на покращенні побутових умов.
Спочатку Сукчон був на боці Південної партії, проте 1680 року голову тієї фракції було звинувачено в зраді. До влади прийшла Західна партія, що розділилась на Норон (старе вчення) та Сорон (нове вчення). 1689 року Норон зазнала краху, коли Сукчон позбавив королеву Інхьон її титулу та призначив королевою Чан Хі Бін. Західна фракція була проти йменування сина Чан спадковим принцом, що обурило короля. До влади повернулась Південна партія, що підтримувала Чан Хі Бін і її сина.
За п'ять років, 1694, Південна партія вирішила назавжди позбутись Західної, звинувативши її у змові з метою відновлення титулу королеви Інхьон. У той же час Сукчон почав шкодувати про повалення королеви Інхьон і цікавитись наложницею Сук з клану Чхве (вона була союзницею Інхьон та партії Норон). Ван розгнівався на Південну фракцію, повернув Західну й відновив королеву Інхьон у правах королеви, та невдовзі вона повернулась до палацу. Чан Хі Бін знову була понижена в ранзі та невдовзі страчена за чаклунство й убивство королеви Інхьон через ревнощі й бажання знову повернути корону. Сорон підтримувала спадкового принца Хвісо (Лі Юна, майбутнього вана Кьонджона), сина Чан Хі Бін, а Норон — принца Йоніна (Лі Гима, майбутнього короля Йонджо).
За володарювання Сукчона Чосон підтримував дипломатичні зв'язки з імперією Цін та Японією.
Впродовж свого 46-річного правління Сукчон провів три реформи: реформував податкову систему, запровадив обіг монет і дозволив середньому класу та дітям наложниць займати більш високі урядові посади в провінціях. 1712 року уряд Сукчона працював з династією Цін в Китаї, щоб визначити національні кордони між двома країнами на річках Амноккан і Туманган. Японський уряд 1696 року визнав острів Уллиндо територією Кореї. Сукчон заклав підґрунтя доби відродження Чосону, що настала за правління ванів Йонджо та Чонджо.
1718 року Сукчон призначив спадкового принца Кьонджона своїм регентом. Ван помер 1720 в віці 58 років.